# Teorema di Miller
Il teorema di Miller, derivato dalle scoperte dell'ingegnere americano John Milton Miller, è un teorema delle reti lineari che consente di sostituire un bipolo "longitudinale", situato cioè a cavallo di una sottorete, con due bipoli "trasversali", connessi cioè ad un medesimo nodo di riferimento, a patto però che il guadagno di tensione elettrica non vari a seguito della sostituzione.
Un caso particolare del teorema è costituito dall'effetto Miller, sfruttato in numerose applicazioni dell'elettronica.

## Enunciato
Sia B un bipolo di impedenza Z afferente ai nodi N1 e N2. Il teorema di Miller afferma che B può essere sostituito da due bipoli B1 e B2 connessi rispettivamente tra N1 e N0 e tra N2 e N0 (N0 è un nodo di riferimento), di impedenze
{\displaystyle Z_{1}={\frac {1}{1-A_{v}}}Z}
{\displaystyle Z_{2}={\frac {A_{v}}{A_{v}-1}}Z}
essendo Av la funzione di trasferimento in tensione N1 → N2. Il risultato è valido se quest'ultima non varia a seguito della sostituzione (o almeno, non varia apprezzabilmente).

## Derivazione
Il teorema si dimostra facilmente tenendo presente che, se le tensioni ai nodi N1 e N2 non variano dopo la sostituzione, la corrente che scorre in B1 è la stessa che scorre in B2 ed è esattamente uguale a quella che attraversa B nella rete originale. Se è vero questo, e se la funzione di trasferimento tra i due nodi non varia, allora è anche vero che l'equilibrio della rete non viene minimamente alterato da detta sostituzione.
Per ricavare le espressioni esatte delle impedenze equivalenti conviene ricorrere ad un semplice esempio.

### Esempio
Consideriamo un amplificatore con un guadagno in tensione Av; supponendo di poter ignorare l'effetto della sua impedenza di uscita, si avrà ovviamente Vo = AvVi. È importante notare che Av < 0 dato che l'amplificatore considerato è invertente.
Il teorema di Miller analizza l'effetto di un'impedenza Z collegata tra il morsetto di ingresso e quello di uscita, e in particolare la corrente che la attraversa. Quest'ultima, se diretta dall'ingresso verso l'uscita, è data da
{\displaystyle I={\frac {V_{i}-V_{o}}{Z}}={\frac {V_{i}(1-A_{v})}{Z}}={\frac {V_{o}({\frac {1}{A_{v}}}-1)}{Z}}}

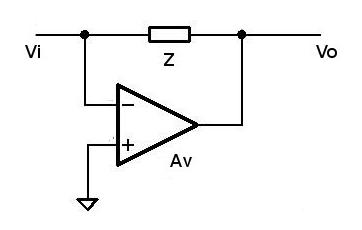
Circuito cui si riferisce il teorema di Miller. L'amplificatore di tensione è considerato ideale in uscita

per cui l'impedenza vista in ingresso, oltre ovviamente a quella propria dell'amplificatore che va in parallelo, sarà
{\displaystyle Z_{in}={\frac {V_{i}}{I}}={\frac {V_{i}Z}{V_{i}(1-A_{v})}}={\frac {Z}{1-A_{v}}}}
mentre quella di uscita risulta essere
{\displaystyle Z_{out}={\frac {V_{o}}{-I}}={\frac {V_{o}Z}{-V_{o}({\frac {1}{A_{v}}}-1)}}={\frac {Z}{1-{\frac {1}{A_{v}}}}}}
sostituendo all'impedenza originaria le impedenze Zin e Zout queste ultime, a parità di segnale, vengono attraversate dalla medesima corrente (I) che scorre in Z. In questa maniera, la corrente assorbita in ingresso e quella erogata in uscita non variano a seguito della sostituzione e l'equilibrio della rete non viene modificato.

## Utilizzi pratici
L'utilità del teorema di Miller risiede più che altro nella possibilità di trasformare una rete in un'altra più semplice da analizzare attraverso l'uso di relazioni molto sintetiche e facili da ricordare.
Il fatto poi che la funzione di trasferimento non debba variare a seguito della trasformazione non è poi un vincolo così stringente in molte situazioni di interesse pratico: come è stato illustrato nell'esempio, il teorema si può applicare convenientemente ad uno stadio di guadagno dotato di una impedenza di uscita Zo particolarmente ridotta. Cosa significhi "particolarmente bassa" è evidente: significa semplicemente che la corrente erogata da Z su tale impedenza produce una caduta che può essere trascurata rispetto a quella nominale di uscita, o equivalentemente che Z >> Zo. Questo è particolarmente vero a bassa frequenza nel caso notevole in cui Z è una capacità (si veda la voce Effetto Miller).
Un altro risultato interessante riguarda l'impedenza di uscita: per amplificazioni tendenti all'infinito infatti, l'impedenza vista in uscita è proprio Z, indipendentemente dal guadagno.